# Equmenia
Equmenia (uttalas eku'menia) är en 2007 bildad kristen barn- och ungdomsorganisation inom Equmeniakyrkan 
Equmenia bildades av de tre ungdomsorganisationerna Metodistkyrkans Ungdomsförbund, Svenska Baptisternas Ungdomsförbund och Svenska Missionskyrkans Ungdom. Den konstituerande riksstämman hölls 2007 i Norrmalmskyrkan i Stockholm.
Equmenias syfte är bland annat att:
- föra evangelium om Jesus Kristus till barn och unga människor,
- hjälpa människor till en personlig kristen tro och främja gemenskap och medlemskap i en kristen församling,
- verka för Kristi kyrkas synliga enhet genom att stödja en mångfald av arbetssätt, uttryckssätt och kristna traditioner,
- hävda individens unika värde och frihet samt visa på hennes ansvar för hela Guds skapelse..[5]

Equmenias vision är "Där barn och unga växer i gemenskap med varann och Jesus"
Organisationen har cirka 450 lokalföreningar med tillsammans över 30 000 deltagare i Sverige. Equmenia, genom Equmeniascout (före detta SMU Scout) är Sveriges största samverkansorganisation i den Wagggs och Wosm anknutna scoutorganisationen "Scouterna" med cirka 10 000 medlemmar. Varje Equmeniaförening är kopplad och får stöd från dels Equmenia regionalt, och dels från Equmenia nationellt. Equmenias högsta beslutande organ är riksstämman, som hålls varannan höst. Equmenias styrelse består av åtta ledamöter och två ordförande Arvid Hardmo och Kristina Florén.

## Organisationens styre
Organisationens högst beslutande organ är Riksstämman. Sedan 2021 ska riksstämma hållas minst en gång vart annat år; däremellan kan styrelsen kalla till en förvaltningsstämma, med en begränsad dagordning.
Båda typerna av stämma ska hantera val av styrelse samt beslut om budget, bokslut och ansvarsfrihet. Riksstämman beslutar också om Equmenias verksamhetsplan, medlemsavgifter, stadgefrågor, förslag från styrelsen samt förslag från medlemmar, lokalföreningar eller regioner. Styrelsen kan sätta upp särskilt viktiga frågor till förvaltningsstämman dagordning.
Rösträtt på stämmorna har ombud från Equmenias lokalföreningar. Antalet ombud per förening avgörs enligt en graderad skala baserat på föreningens antal medlemmar. Alla föreningar är garanterade att skicka två ombud.

## Verksamhet
Equmenias verksamhet bygger på fyra inriktningsmål:
1. Att genom socialt engagemang, drivna av Jesu kärlek, i större utsträckning möta behov i samhället.
2. Att bli fler medlemmar i lokalföreningarna och finna nya språk som gör evangeliet tillgängligt, så att fler barn och ungdomar kommer till tro på Jesus och väljer att leva i hans efterföljelse.
3. Att bli den nationella organisation som på bästa sätt svarar upp mot föreningarnas behov. Equmenia skall vara smidig och funktionell i sin struktur, efterfrågad och använd av sina lokala föreningar.
4. Att uppmuntra och inspirera till fördjupat lärjungaskap där nuvarande och blivande ledare upptäcker och växer i de gåvor Gud givit.